# رابرت انگل
رابرت فرای انگل (زادهٔ ۱۰ نوامبر ۱۹۴۲) اقتصاددان اهل آمریکا و به‌همراه کلیو گرینجر برنده جایزه نوبل اقتصاد سال ۲۰۰۳ می‌باشد.